# Грађански рат у Османском царству
Грађански рат у Османском царству или Османски Интерегнум је вођен између синова Бајазита I (1389—1403), Исе, Мехмеда, Мусе и Сулејмана, око власти у Османском царству.
Отпочео је 1402. године после Ангорске битке у којој су снаге Тимур-Ленка (1360—1405) победиле и заробиле Бајазита, који је касније (март 1403) и умро у заробљеништву. Окончан је битком код села Чаморлу 05.07.1413. године, у којој су Мехмедове снаге са својим хришћанским савезницима потукле Мусину војску, док је он сам ухваћен и погубљен. Током борби које су трајале више од једне деценије, животе су изгубили сви Бајазитови синови, осим Мехмеда, а у сукобе су се активно укључивале и преостале хришћанске државе на Балкану (Византија, Србија, Влашка и друге).

## Грађански рат

### Иса и Мехмед
Грађански рат избио је међу синовима султана Бајазита I након његове смрти 1403. Његов најстарији син Сулејман са главним градом Едирном владао је недавно освојеном Бугарском, читавом Тракијом, Македонијом и северном Грчком. Други син, Иса Челеби, успоставио се као независни владар у Бурси, а Мехмед је основао краљевство у Амасији. Избио је рат између Мехмеда и Исе, а након борби код Ермени-белија и Улубада (март – мај 1403), Иса је побегао у Цариград, а Мехмед је заузео Бурсу. Следећа битка код Карасија између Мехмеда и Исе резултирала је победом Мехмеда, а Иса је затим кренуо у бег ка Караману. Ису су касније у купаоници убили Мехмедови агенти.

### Сулејман улази у грађански рат
У међувремену, другог преживелог Бајазитовог сина Мусу Челебија, који је заробљен у бици код Анкаре, Тимур је пустио у притвор Јакуба из Гермијана. Муса је ослобођен, након што је Мехмед затражио пуштање свог брата. Након Исине смрти, Сулејман је са великом војском прешао теснац. У почетку је Сулејман био успешан. Напао је Анадолију, заузевши Бурсу (март 1404) и Анкару касније те године.
Током застоја у Анадолији, који је трајао од 1405–1410, Мехмед је с малим снагама послао Мусу преко Црног мора у Тракију да нападне Сулејманове територије у југоисточној Европи. Овај маневар убрзо је опозвао Сулејмана у Тракију, где је уследило кратко, али крваво надметање између њега и Мусе. Прво је Сулејман имао предност, победивши у бици код  Космидиона 1410. године, али 1411. његова војска је пребегла до Мусе код Једрена и Сулејман је погубљен по наређењу Мусе. Муса је сада био владар османских територија у Тракији.

### Мехмед и Муса
Манојло II Палеолог, византијски цар, био је савезник Сулејмана; Муса је због тога опсео Цариград. Манојло је позвао Мехмеда да га заштити, а Мехмедове Османлије су сада гарнизовали Константинопољ против Мусиних Османлија из Тракије. Мехмед је упутио неколико неуспешних салтија против трупа свог брата и био је дужан да поново пређе Босфор да угуши побуну која је избила на његовим територијама. Муса је сада притиснуо опсаду Цариграда. Мехмед се вратио у Тракију и добио помоћ Стефана Лазаревића, српског деспота.
Војске супарничке османске браће састале су се на равници Чамурлу (данас Самоков, Бугарска). Хасан, ага јаничара Мехмеда, изашао је испред редова и покушао да натера трупе да промене страну. Муса је јурнуо према Хасану и убио га, али га је ранио официр који је пратио Хасана. Мусине Османлије су се добро бориле, али су битку добили Мехмед и његови савезници. Муса је побегао, да би касније био ухваћен и задављен. Када је Муса умро, Мехмед је постао једини преживели син покојног султана Бајазита I и постао је султан Мехмед I. Интерегнум је био упечатљив пример братоубиства, које ће постати уобичајено у османским сукцесијама.

## Владари
- Иса, (1402—1403)
- Мехмед, (1402—1413)
- Муса, (1410—1413)
- Сулејман, (1402—1411)

## Занимљивости
- Поред четири сина Бајазид је имао и петог сина који се звао Мустафа, међутим пошто је Мустафа имао тек девет година када је Грађански рат почео, није могао учествовати у њему.

## Значајније битке
- Битка код Космидиона, победа Сулејманових снага над Мусом (15.06.1410)
- Битка код Сердике, победа Мусиних снага над Сулејманом (почетак 1411)
- Битка код села Чаморлу, победа Мехмедових снага над Мусом (05.07.1413)